# Christoph Nebel

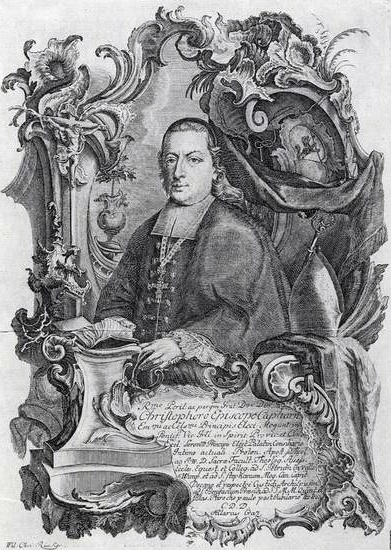
Weihbischof Christoph Nebel

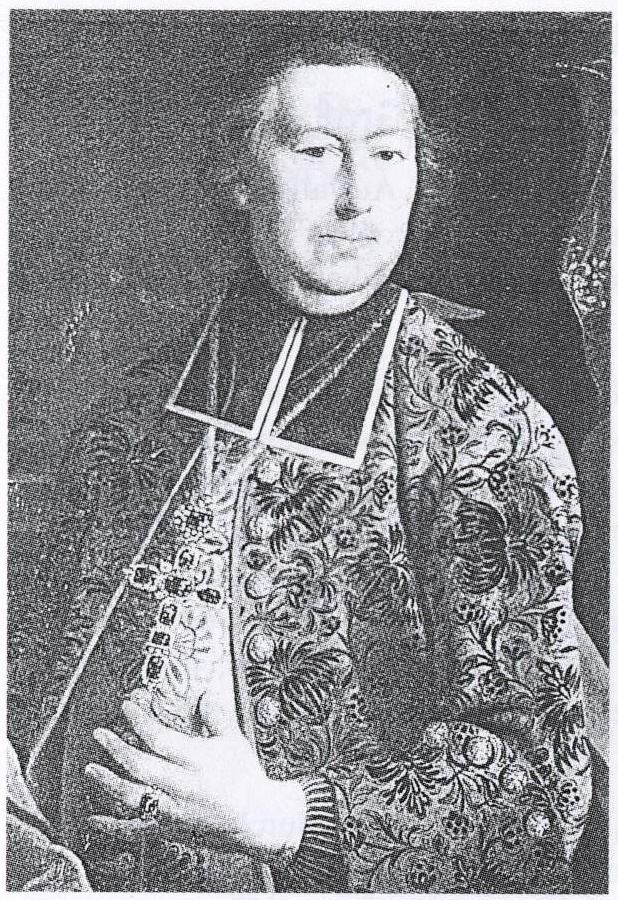
Weihbischof Nebel, Gemälde im Mainzer Priesterseminar

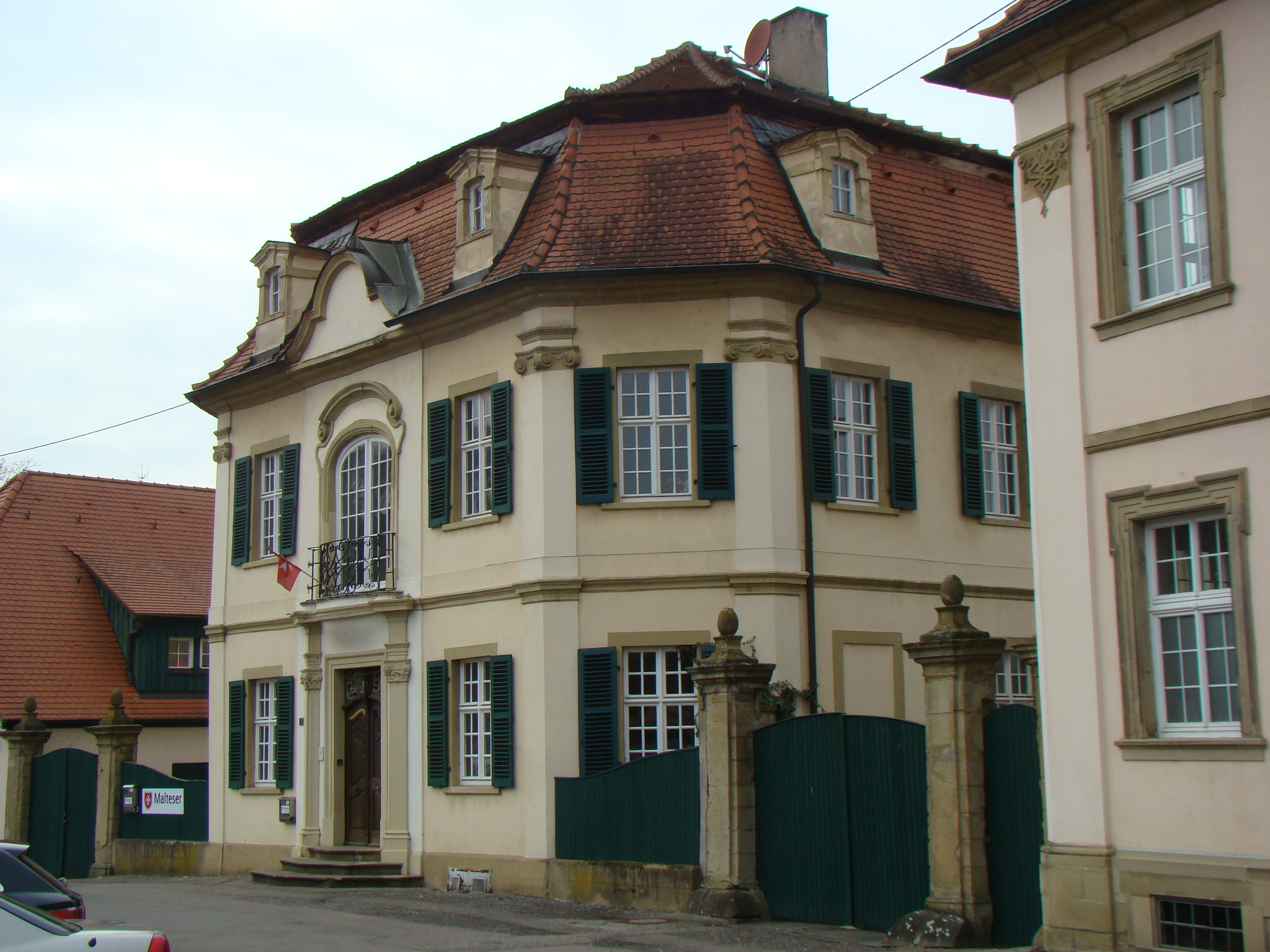
Nebels Amtssitz in Wimpfen, die 1763 erbaute Kustodie

Christoph Nebel (* 28. April 1690 in Schwabenheim an der Selz, Kurpfalz; † 23. Mai 1769 in Mainz) war  Titularbischof von Capharnaum und Weihbischof im Erzbistum Mainz.

## Leben und Wirken
Er wurde geboren in Schwabenheim, als Sohn des Matthäus Nebel sowie seiner Frau Anna Maria geb. Vehlings und erhielt in der Pfarrkirche Gau-Algesheim die Taufe. Bald nach seiner Geburt zog die ursprünglich aus Mainz stammende Familie nach Rüdesheim. Ab 1701 besuchte Christoph Nebel die Lateinschule in Bingen, nach Beendigung der Humaniora trat er in das von den Bartholomiten geführte Mainzer Priesterseminar ein. 1709 begann er seine Studien an der Universität Mainz und erlangte 1712 den Studiengrad eines Baccalaureus biblicus. Seit 1711 dem Klerikerstand angehörend und Mitglied des Instituts der Bartholomiten, wurde Nebel 1713 zum Priester geweiht; 1714 erhielt er die Pfarrstelle in Rauenthal (Rheingau), welche er bis 1729 innehatte. 
Nebenbei wurde er Erzieher des Grafen Franz von Stadion, reiste mit diesem 1721 zum Studium der Rechtswissenschaft nach Frankreich und wurde  1722 in Reims zum Doktor iuris utriusque promoviert. 1724 erwarb er in Mainz den Grad eines  Doctor theologiae. 
1728 sandte Erzbischof Lothar Franz von Schönborn (1655–1729) den Geistlichen für zwei Jahre zum Studium des Kurialstils und der kurialen Diplomatie nach Rom. 1730 kehrte Christoph Nebel als Apostolischer Protonotar nach Mainz zurück, erhielt die Pfarrei St. Quintin, wurde Geistlicher Rat und Assessor im Generalvikariat sowie Professor an der Theologischen Fakultät der Universität; 1731, 1743 und 1755 amtierte er dort als Dekan. 
1733 ernannte ihn Erzbischof Philipp Karl von Eltz-Kempenich (1665–1743) zu seinem  Weihbischof in „partibus Rheni“, zum Provikar in geistlichen Angelegenheiten, sowie zum Präses des Priesterseminars. Am 18. Dezember 1733 empfing Nebel durch den Papst die Würde eines Titularbischofs von Capharnaum, die Bischofsweihe erfolgte am 24. Januar 1734 in der Mainzer Hofkapelle.
1735 wurde Christoph Nebel Scholaster, 1740 Dekan des Stifts St. Stephan in Mainz. Ebenso erhielt er ein Kanonikat am Ritterstift St. Peter in Wimpfen, wo er 1758 zum Kustos avancierte. 1744 spendete er dem Speyerer Oberhirten und späteren Kardinal Franz Christoph von Hutten zum Stolzenberg die Bischofsweihe. Der Pfälzer Kurfürst Karl Theodor ernannte ihn 1760 zum Wirklichen Geistlichen Rat. 

Die Neue Deutsche Biographie konstatiert:

„In mehr als 30jähriger Amtszeit als Weihbischof und Präses gab er dem kirchlichen und spirituellen Leben und der Formung des Klerus im Erzbistum Mainz wesentliche Impulse. Der hochgebildete Prälat galt auch über sein engeres Wirkungsfeld hinaus als geschätzter Ratgeber und Gesprächspartner. Mit mehr als 180.700 Firmungen und mehr als 20.000 klerikalen Weihen, darunter drei Abtsweihen und neun Bischofskonsekrationen, sowie Hunderten von Kirchen- und Altarkonsekrationen, vollbrachte Nebel eine enorme Arbeitsleistung und zählt zu den maßgeblichen geistlichen Mitgestaltern seiner Zeit.“

Christoph Nebel starb 1769 in Mainz und wurde in St. Stephan bestattet. In der Stiftskirche St. Peter (Bad Wimpfen) befindet sich ein Epitaph für ihn. 
In seinem Geburtsort Schwabenheim ist seit 1973 das Gemeindezentrum „Christoph-Nebel-Haus“ nach ihm benannt.